# Broadalbin, New York
Broadalbin, New York (енгл. Broadalbin) град је у америчкој савезној држави Њујорк.

## Демографија
По попису из 2010. године број становника је 1.327, што је 84 (-6,0%) становника мање него 2000. године.
| Група             | 2000.         | 2010.         |
| Белци             | 1.388 (98,4%) | 1.248 (94,0%) |
| Афроамериканци    | 5 (0,4%)      | 20 (1,5%)     |
| Азијати           | 1 (0,1%)      | 12 (0,9%)     |
| Хиспаноамериканци | 5 (0,4%)      | 25 (1,9%)     |
| Укупно            | 1.411         | 1.327         |